# Christa Nickels
Christa Nickels geb. Kleuters (* 29. Juli 1952 in Setterich, Selfkantkreis Geilenkirchen-Heinsberg) ist eine ehemalige deutsche Politikerin (Bündnis 90/Die Grünen). Sie war von 1998 bis 2001 Parlamentarische Staatssekretärin bei der Bundesministerin für Gesundheit im Kabinett Schröder I und Drogenbeauftragte der Bundesregierung.

## Leben

### Ausbildung und Beruf
Nach dem Abitur 1971 am Gymnasium der Ursulinen in Geilenkirchen absolvierte Christa Nickels eine Ausbildung zur Krankenschwester, die sie 1974 abschloss. Nach einer Familienpause war sie von 1977 bis 1983 in ihrem Beruf auf einer internistischen Intensivstation tätig. Seit 1992 ist sie Fachkrankenschwester für Innere Intensivpflege.

### Parteilaufbahn
Sie gehörte 1979 zu den Gründungsmitgliedern der Grünen in Nordrhein-Westfalen. 1986 wirkte Christa Nickels maßgeblich an der „Initiative zur Gründung der Heinrich-Böll-Stiftung“ mit, aus der im weiteren Verlauf die „Heinrich-Böll-Stiftung“ entstand. Bei den Grünen engagierte sie sich für ein besseres Verhältnis ihrer Partei zur katholischen Kirche.

### Abgeordnetentätigkeit
1983–1985, 1987–1990 und 1994–2005 war sie Mitglied des Deutschen Bundestages, 1983/84 als parlamentarische Geschäftsführerin der Grünen-Bundestagsfraktion. 1984/85 gehörte sie dem Fraktionsvorstand an. 1986 setzte sie sich mit Antje Vollmer und Petra Kelly besonders für den Schutz von ungeborenen Leben ein und ließ in das Wahlprogramm der Grünen folgenden Satz einfügen: „Wir erkennen an, dass ungeborenes Leben schützenswert ist.“ Von 1994 bis 1998 war sie Vorsitzende des Petitionsausschusses, ab März 2001 Vorsitzende des Ausschusses für Menschenrechte und humanitäre Hilfe und außerdem kirchen- und menschenrechtspolitische Sprecherin der Bundestagsfraktion Bündnis 90/Die Grünen.
Christa Nickels ist stets über die Landesliste Nordrhein-Westfalen in den Deutschen Bundestag eingezogen.
Bei der vorgezogenen Bundestagswahl 2005 verzichtete sie auf eine Direktkandidatur in ihrem Wahlkreis Heinsberg, nachdem sie auf der Delegiertenkonferenz ihre Kandidatur um den 7. Listenplatz zurückgezogen hatte.

### Öffentliche Ämter
Vom 27. Oktober 1998 bis zum 12. Januar 2001 gehörte sie als Parlamentarische Staatssekretärin bei der Bundesministerin für Gesundheit der von Bundeskanzler Gerhard Schröder geführten Bundesregierung an. Von 1998 bis 2001 war sie außerdem Drogenbeauftragte der Bundesregierung. In diesem Amt setzte sie die bundesweite Einführung sogenannter „Fixerstuben“ durch.

### Sonstiges Engagement
2001 wurde Nickels als erste grüne Politikerin ins Zentralkomitee der deutschen Katholiken (ZdK) gewählt; im November 2012 kandidierte sie nicht erneut für das ZdK.

### Dokumentarfilm
2021 lief in den Kinos der Dokumentarfilm Die Unbeugsamen über Politikerinnen in der Bonner Republik, in dem Nickels vielfach zu Wort kam.

### Podcast
2022 blickte sie mit Maren Kroymann im Podcast War’s das? auf ihre politische Karriere zurück.
Im Mai 2024 war Nickels Gast in der von Christiane Florin moderierten Deutschlandfunk-Sendung Zeitzeugen im Gespräch. Diese Sendung wurde am 26. Juli 2025 als Wiederholung wieder ausgestrahlt.

### Privates
Christa Nickels ist verheiratet und hat zwei Kinder.

## Politische Positionen
Nickels ist Mitverfasserin des 2012 von mehreren grünen Politikern formulierten AutorInnenpapiers „Echter Aufbruch“, in dem die Ersetzung der Kirchensteuer durch eine „Kulturabgabe“ vorgeschlagen wird, die sich „am italienischen Vorbild […] orientiert“ und die „alle Menschen an eine gemeinnützige Institution ihrer Wahl entrichten“ sollten. Eine solche Abgabe, in manchen Medien „Zusatzsteuer für Konfessionslose“ genannt, bezeichneten Juristen der EKD im Jahre 2007 nach einer Prüfung als „enge Verzahnung von Kirche und Staat“ und als „verkappte Staatsfinanzierung“ und daher mit dem Artikel 140 des Grundgesetzes unvereinbar.

## Auszeichnungen
Christa Nickels erhielt am 28. Mai 2008 das Bundesverdienstkreuz am Bande für ihren Einsatz für die Menschenrechte und als Anerkennung dafür, dass seit den von ihr mit eingeleiteten drogenpolitischen Reformen die Zahl der Drogentoten stetig sinkt.
Der Landschaftsverband Rheinland verlieh ihr im Mai 2025 den Ehrenring des Rheinlandes für ihr politisches und ehrenamtliches Engagement.

## Veröffentlichungen
- mit Jürgen Roth: Was ist uns die Kirche wert?  Dokumentation eines Fachgesprächs zur Kirchensteuer. Humanistische Union, München 1991, ISBN 3-930416-04-2 (= Humanistische Union: Schriften, Band 18).
- mit Friedhelm Stetter (Hrsg.): Suchtforschung für die Suchtkranken. Ergebnisse, Konsequenzen, Perspektiven. Neuland, Geesthacht 2001, ISBN 3-87581-211-5 (= Wege aus der Sucht, Band 2).
- Begründete Hoffnungen …, bündnisgrüne Politik und christlicher Glaube. Knecht, Frankfurt am Main 1998, ISBN 3-7820-0800-6.